# ジグソーワールド
『ジグソーワールド』は1995年2月3日に日本一ソフトウェアより発売されたプレイステーション用のパズルゲーム。日本一ソフトウェア独自ブランドによる第1弾ソフト。
1999年にヘクトより本格派DE1300シリーズの一作として廉価版が発売された。2007年4月26日からゲームアーカイブスにてダウンロード販売が開始された。

## 概要
その名の通り「ジグソーパズル」を作るゲームだが1人用の「ふつうにジグソー」モードだけでなく、2人対戦が可能な「対戦ジグソー」モードやストーリーに沿ってCPUキャラと対戦する「ジグソーの国のアリス」などが用意されている。完成したイラストは「展覧会」モードで閲覧できる。
当時としては大容量だったCD-ROMの搭載により100枚以上のイラストが収録されている。最も簡単な25ピース、標準的な96ピース、上級者向けの150ピースと3段階の設定が可能。
なお、フォグの『久遠の絆』等で知られる岸上大策の最初のキャラクターデザインはこのゲームである。
1996年9月13日には本作の流れを汲む「ジグソーアイランド」が発売された。
2008年6月26日にはニンテンドーDSで「ジグソーワールド 〜大激闘!ジグバトル・ヒーローズ〜」が発売された。